# Ломбардна операція
Ломба́рдна опера́ція — операція фізичних чи юридичних осіб з отримання коштів від юридичної особи, кваліфікованої як фінансова установа згідно із законодавством України, під заставу товарів або валютних цінностей. 
Ломбардна операція є різновидом кредиту під заставу.